# 안데르송 카르도수 지 캄푸스
안데르송 카르도수 지 캄푸스(포르투갈어: Anderson Cardoso de Campos, 1997년 3월 30일 ~ )는 브라질의 축구 선수로 포지션은 공격수이다. 안데르송 카뇨투(포르투갈어: Anderson Canhoto)라고도 불리며, K리그 등록명은 까뇨뚜이다.

## 클럽 경력
2017년 아이모레 RS, ACF 샤페코엔시 유소년팀을 거친 뒤 EC 상조제 소속으로 프로에 데뷔하였고 이후 FC 포르투 B팀, 에르실리우 루스에서 임대 선수로 활동하다가 아베니다, 아이모레 RS를 거쳐 2020년 K리그2 안산 그리너스 FC 이적을 통해 데뷔 3년만에 한국 땅을 밟았다.